# Якушкін Дмитро Дмитрович
Дмитро Дмитрович Якушкін (нар. 1957) — радянський і російський журналіст, прессекретар першого президента Росії Бориса Єльцина, був п'ятим і останнім його прессекретарем. Син генерал-майора Д. І. Якушкіна.

## Біографія
Народився 4 лютого 1957 в Москві.
В юності жив в США, навчався в американській школі. В 1979 закінчив факультет міжнародної журналістики Московського державного інституту міжнародних відносин (МДІМВ) МЗС СРСР.
У 1979—1986 роках працював в міжнародному відділі газети «Комсомольская правда».
У 1986—1990 роках - завідувач регіональним корпунктом АПН у Франції і власний кореспондент газети «Московские новости» у Франції.
У 1990—1995 роках - оглядач, член редколегії газети «Московские новости».
У 1995—1997 роках був автором і ведучим публіцистичної програми «Подвійний портрет» (ВГТРК).
З 1997 року - головний редактор російського журналу «GEO».
У 1997-1998 роках - ведучий щоденної політичної програми «Подробиці» (ВГТРК).
15 вересня 1998 Указом Президента Російської Федерації був призначений заступником Керівника Адміністрації Президента РФ - прессекретарем Президента РФ. Залишився виконувати обов'язки прессекретаря при Борисі Єльцині після його відставки з поста Президента РФ.
У січні 2000 був призначений помічником керівника Адміністрації президента РФ.
Член правління «МДМ-банку» з квітня 2001 .
З 2002 Дмитро Якушкін - виконавчий директор Російсько-американської ділової ради.
З 2006 і по теперішній час Якушкін працює директором компанії «Highland Gold Mining». В рамках його компетенції - обов'язки щодо врегулювання комунікацій у зовнішніх зв'язках компанії.

## Родина
Одружений, має сина. Дружина Марина - дочка журналіста Генріха Боровика.